# Richmond Park
Richmond Park er den største af de kongelige parker i London. Arealet er på næsten 10 km². 
Parken ligger i nærheden af Richmond upon Thames, Kingston upon Thames og East Sheen.
Parken er formentligt den ældste af Londons kongelige parker. Under Edvard 1. af England (1272 – 1307) var området kendt som Manor of Sheen (eller Sheen Palace). 

## Henrik 7.
Edmund Tudor (1430 – 1456), der var far til Henrik 7. af England havde været jarl af Richmond. Titlen gik videre til Henrik 7., der blev frataget titlen i perioder. Omkring år 1500 ændrede Henrik 7. byens og slottets navn til Richmond.
Både før og efter Henrik 7. har hoffet eller medlemmer af kongehuset boet i området i kortere eller længere perioder.

## Offentlig adgang
I 1624 udbrød der pest i London og Karl 1. af England flyttede hoffet til Richmond. I 1637 besluttede Karl 1., at parken skulle indhegnes. Dette var upopulært, og det endte med, at fodgængere fik adgang til hele parken. Der er også anlagt veje, hvor man må køre med lav fart i dagtimerne. 

## Nationalt naturreservat
Richmond Park har status som sted med speciel videnskabelig interesse, nationalt naturreservat og kandidat til europæisk specialområde for naturbeskyttelse. I parken ar flokke af krondyr og dådyr.

## White Lodge
White Lodge var oprindeligt bolig for medlemmer af kongefamilien. Der har også boet tre premierministre i palæet. Siden 1955 har der været balletskole på stedet. 

### Familien Hannover
Kort tid efter Georg 2. af Storbritanniens tronbestigelse i 1727 blev palæet White Lodge opført som et jagtslot for kongen. Det blev især hans gemalinde dronning Caroline, der kom til at bo i palæet. Efter hendes død i 1737 blev palæet bolig for premierminister Robert Walpole.
Efter Walpoles død i 1745 blev White Lodge overtaget af prinsesse Amelia (1711 – 1786). Hun var ugift og datter af kong Georg og dronning Caroline. 
I 1751 blev prinsesse Amelia udnævnt til forvalter (ranger) af Richmond Park. Til befolkningens utilfredshed lukkede hun parken for offentlig adgang. Den lokale brygger John Lewis anlagde retssag imod hende, og parken blev åbnet igen i 1758.
Efter prinsesse Amelias tid boede John Stuart på pælæet. Han var den 3. jarl af Bute, og han havde kortvarigt været premierminister i 1762 – 1763.
Efter en restaurering flyttede Henry Addington, 1. viscount Sidmouth (premierminister i 1801 – 1804) ind. Kong Georg 3. af Storbritannien (Farmer George) var meget interesseret i land- og havebrug. Han udnævnte sig selv som forvalter (ranger) af Richmond Park, dog med Henry Addington som viceforvalter (deputy ranger).
Efter Henry Addingtons død i 1844 blev palæet overtaget af prinsesse Mary, hertuginde af Gloucester og Edinburgh. Prinsesse Mary var den længstlevende af Victoria af Storbritanniens fastre. 
Efter prinsesse Marys død indrettede prinsgemal Albert White Lodge til skole for sin ældste søn, den senere kong Edward 7. af Storbritannien. 
I marts 1861 døde dronning Victorias mor, mens hendes mand døde i december samme år. I en del af tiden mellem de to dødsfald boede dronningen og prinsgemalen på White Lodge.

### Familien Teck
I 1869 flyttede Francis, hertug af Teck og hans gemalinde prinsesse Mary Adelaide af Cambridge ind på White Lodge. Parret fik én datter og tre sønner.

### Familien Windsor
Mary, der var datter af hertugen af Teck, blev gift med den daværende hertug af York (den senere kong Georg 5. af Storbritannien). Derved hun senere dronning Mary af Storbritannien.
I 1894 fik hertugparret af York deres første barn. Det var den senere kong Edward 8. af Storbritannien, der blev født på White Lodge. Derimod fødtes hertugparrets fem yngre børn på York Cottage ved Sandringham House.
I begrundelse af det 20. århundrede kom White Lodge i privat eje, men ejeren Ms. Hartman havde ikke råd til at vedligeholde huset, og det gik tilbage til kongefamilien i 1909.
I 1923 holdt prins Albert, hertug af York (den senere kong Georg 5. af Storbritannien) og Elizabeth Bowes-Lyon deres hvedebrødsdage på White Lodge.
Indtil deres tronbestigelse i 1936 var White Lodge den vigtigste bolig for hertugen og hertuginden af York og deres to døtre (prinsesse Elizabeth og prinsesse Margaret Rose).

### Balletskole
Fra 1937 til 1954 havde huset private beboere. 
Fra 1955 har den kongelige balletskole brugt bygningen.